# Atlas Cheetah

Atlas Cheetah

Atlas Cheetah — південноафриканський винищувач, розроблений і вироблений авіаційною компанією Atlas Aircraft Corporation (пізніше Denel Aeronautics). Він був розроблений за замовленням ВПС Південної Африки (SAAF) і використовувався в основному ними.

## Історія
Південна Африка була ізольована внаслідок французького ембарго на поставки зброї в ході Південно-Африканської прикордонної війни після ухвалення резолюції 418 Ради Безпеки ООН у листопаді 1977 року. Це змусило керівництво південноафриканських ВПС провести модернізацію з 74 придбаних у 1964-1970 роках французьких винищувачів Dassault Mirage III. 
ВПС Південної Африки розпочали амбітну програму серйозної модернізації французького літаку Dassault Mirage III, для чого попросили технічної допомоги Ізраїлю, який мав досвід розробки власних літаків IAI Kfir, IAI Nesher на базі Dassault Mirage 5.
При модернізації, що здійснювалася з активним використанням ізраїльських технологій, хоча цей факт активно заперечувався, вийшов літак, який за складом БРЕО та льотним характеристикам був схожим на ізраїльський винищувач IAI Kfir. 
16 літаків Mirage IIIEZ були перероблені у багатоцільовий варіант Cheetah E, а 11 двомісних Mirage IIIDZ та D2Z були переобладнані у варіант Cheetah D.
Літаки Cheetah D стали надходити на озброєння 89 ескадрильї ВПС ПАР з 1 липня 1986 року. Постачання одномісних винищувачів Cheetah E в 5-у ескадрилью розпочалися у березні 1988 року. В 1990 літаки Cheetah D були пристосовані під носії ядерної зброї, так як в цей час ВПС ПАР знімали з озброєння ударні літаки Blackburn Buccaneer англійського виробництва. У такому варіанті літаки Cheetah D проіснували до 1992 року, коли ПАР знищила шість ядерних зарядів, що були у неї. 
Разом із зняттям у жовтні 1992 року з озброєння багатоцільового літака Cheetah E почалось впровадження винищувача Cheetah C, який раніше був засекречений. Винищувач Cheetah C призначався, насамперед, для ППО, тоді як Cheetah E з простою РЛС, що у режимі визначення дальності, використовувався для нанесення ударів по наземним цілям.
Постачання винищувачів Cheetah C завершилися в червні 1995 року. Всі 38 літаків Cheetah C були побудовані з використанням вузлів та агрегатів, що постачалися з Ізраїлю.
Cheetah D, що збереглися, пройшли модернізацію, в ході якої на них встановили потужніші двигуни, що дозволило довести літаки до рівня винищувача Cheetah C.

## Країни-оператори

### Еквадор
23 вересня 2009 року міністерство оборони Еквадору оголосило, що Еквадор вирішив придбати 10 колишніх Cheetah C і 2 Cheetah D ВПС ПАР, щоб замінити свій застарілий парк Mirage F.1JA в одному з двох діючих ескадрилій ВПС Еквадору. Після деяких затримок у грудні 2010 року було підписано контракт. Перші три літаки прибули в Еквадор у квітні 2011 року.

### США
Draken International - у 2008 році придбала 12 двомісних навчально-бойових винищувачі Cheetah В, знятих з озброєння ВПС ПАР.

### ПАР
Надійшов на озброєння у 1986 році і використовувався до 2008 року.